# الحسناء والعاشق المجنون
الحسناء والعاشق المجنون هو فيلم رومانسي هندي تم إنتاجه في سنة 2017 وهو من إخراج سونيل دارشان وبطولة شيف دارشان وناتاشا فرنانديز و أوبن باتل و سوني كاور.

## القصة
تتكلم قصة الفيلم عن ناتاشا وهي فتاة ساذجة، تقع في ورطة حيث تكون على وشك الزواج من سوني، حيث تكتشف أنها واقعة بحب ديفدهار.